# Le Roux (Ardèche)
Le Roux – miejscowość i gmina we Francji, w regionie Owernia-Rodan-Alpy, w departamencie Ardèche.
Według danych na rok 1990 gminę zamieszkiwały 43 osoby, a gęstość zaludnienia wynosiła 3 osoby/km² (wśród 2880 gmin regionu Rodan-Alpy Le Roux plasuje się na 1574. miejscu pod względem liczby ludności, natomiast pod względem powierzchni na miejscu 819.).

## Populacja

Populacja Le Roux w latach 1962–2008